# Żywajkino
Żywajkino (ros. Живайкино) – wieś (sieło) w Rosji, w obwodzie uljanowskim, w rejonie baryszskim. W 2010 liczyła 1143 mieszkańców.